# Hypokaliémie
 Mise en garde médicale
L'hypokaliémie est un trouble hydroélectrolytique défini par un défaut de potassium dans le plasma sanguin : son diagnostic positif est affirmé par le ionogramme plasmatique lorsque la kaliémie est inférieure à 3,5 mmol/L. Comme l'hyperkaliémie, elle peut menacer la vie par la survenue de troubles du rythme cardiaque si elle n'est pas traitée.

## Statistiques
Une hypokaliémie modérée peut se voir dans une population générale adulte avec une prévalence pouvant atteindre 3 %. Elle est plus fréquente en milieu hospitalier.

## Causes
La cause d'hypokaliémie la plus fréquente est la perte digestive de potassium, lors de diarrhées aiguës et de vomissements ou à la suite d'aspirations digestives (pertes de potassium et de chlore : l'acide gastrique est de l'acide chlorhydrique). La perte en potassium provenant de troubles digestifs est associée le plus souvent à une alcalose qui elle-même aggrave la chute du taux de potassium, tout en favorisant son élimination dans les urines avec les bicarbonates. L'alcalose, trouble de l'équilibre acido-basique de l'organisme, est due à une baisse de l'acidité dans le plasma sanguin (partie liquidienne du sang) et d'autres liquides de l'organisme comme les liquides interstitiels (liquide dans lequel baignent les cellules) à l'exception du liquide situé dans les vaisseaux.
La seconde cause est la perte urinaire de potassium, secondaire à la prise de certains médicaments dont les diurétiques thiazidiques et ceux de l'anse (furosémide).
Les autres causes sont beaucoup plus rares :
- certaines tumeurs sécrétant du mucus ;
- certaines néphropathies avec pertes potassiques généralement associées à des acidoses (i.e. acidose tubulaire rénale) ;
- coup de chaleur, brûlures étendues ;
- maladie de Cushing, hyperaldostéronisme ;
- alcalose ;
- insulinothérapie (par passage du potassium extra-cellulaire en intra-cellulaire) ;
- traitement par bêta-2-mimétiques ;
- traitement des anémies mégaloblastiques par la vitamine B12 ou par les folates par consommation du potassium par la régénérescence cellulaire[1].

## Symptômes
Comme pour l'hyperkaliémie, les signes cliniques d'hypokaliémie ne sont pas spécifiques.
Cependant, on doit être alerté en priorité par :
- des troubles du rythme cardiaque ou de conduction par hyperpolarisation des membranes des cellules nodales à la suite de la diminution du [K+] extracellulaire, et par diminution de l'activité des canaux potassium voltage dépendants faisant sortir le [K+] (paradoxalement) lors de la repolarisation des cellules myocardiques ce qui va aboutir à la retardation de la relaxation ventriculaire.

Ensuite, on retrouve :
- des picotements du bout des doigts et des extrémités ainsi que du pourtour de la bouche et des narines (paresthésies) ;
- une soif intense ;
- des nausées ;
- des troubles digestifs pouvant aller jusqu'à une constipation due à un iIéus paralytique ;
- une irritabilité ;
- des crampes musculaires, myalgies, asthénies, une hypotonie, voire une paralysie survenant par accès, débutant aux membres inférieurs puis à progression ascendante et atteignant progressivement le tronc et le diaphragme. L’association paralysie-hypokaliémie peut révéler une paralysie périodique hypokaliémique ;
- une polyurie (hypotonique) : sécrétion d'urine en quantité abondante, entraînant un volume urinaire supérieur à 2 500 ml par jour.

Néanmoins, chez certains patients, elle reste asymptomatique (n'entraîne aucun symptôme), notamment lorsqu'elle se constitue progressivement ou qu'elle est modérée.
L'hypokaliémie modérée, supérieure à 3 mmol/l, est la plupart du temps asymptomatique, mais elle augmente le risque de troubles du rythme chez les patients ayant une cardiopathie ischémique ou prenant de la digoxine.
La mesure de la pression artérielle doit être faite afin de rechercher une maladie de Cushing ou un hyperaldostéronisme.

## Examens complémentaires
Le diagnostic est fait par prélèvement sanguin veineux pour un ionogramme sanguin. Une hypokaliémie peut parfois être masquée par la lyse cellulaire dans le tube de prélèvement.
Un ionogramme urinaire peut aider à distinguer les fuites rénales en potassium (hyperkaliurèse).
L'analyse des gaz du sang peut, si besoin, détecter un trouble de l'équilibre acido-basique du sang, pouvant orienter sur certaines causes (alcalose métabolique ou respiratoire).

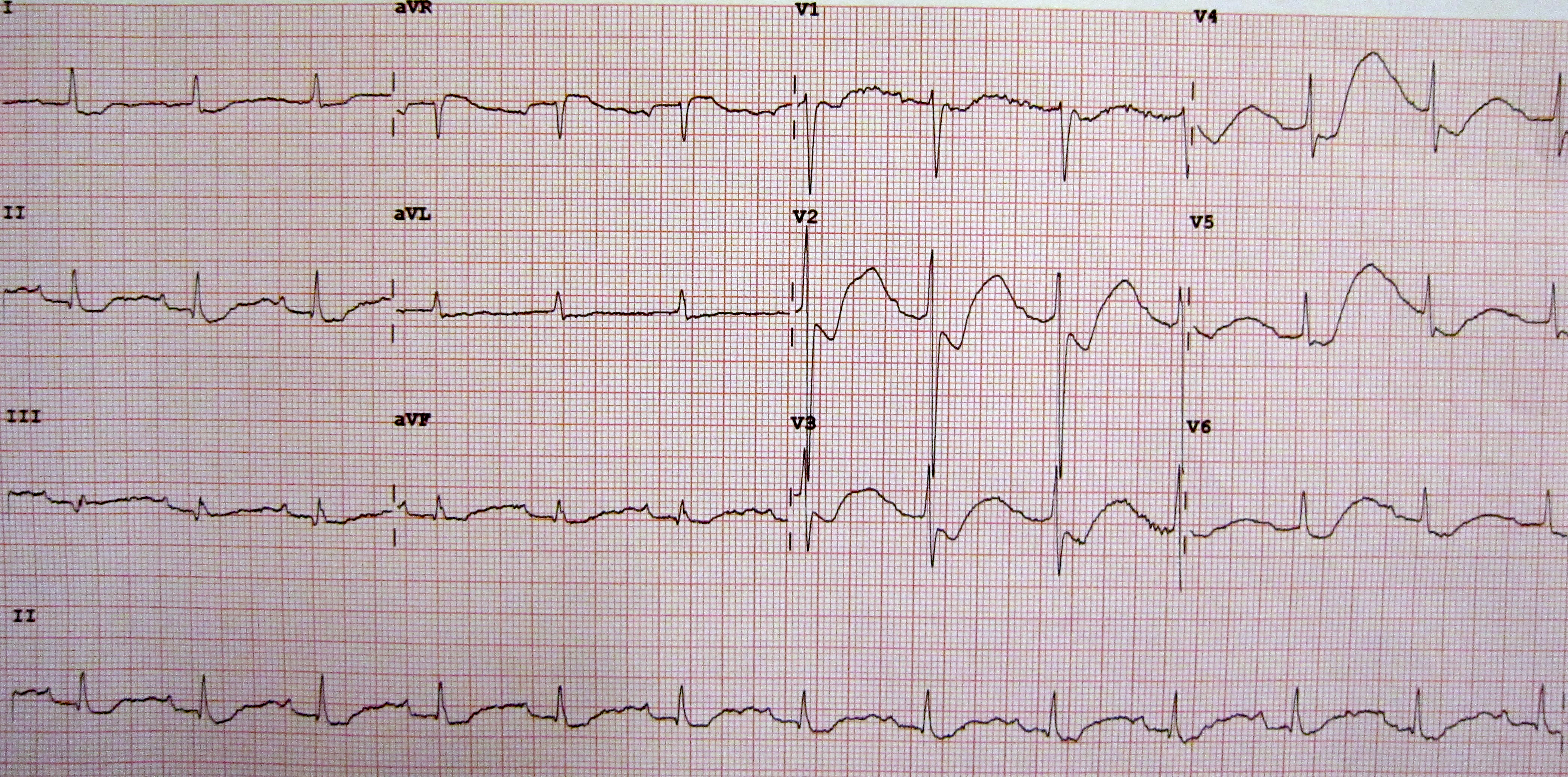
L'électrocardiogramme d'une personne avec une hypokaliémie sévère de 1.1 millimoles par litre, montrant des modifications caractéristiques : sous décalage du segment ST, ondes T négatives, larges ondes U fusionnant avec l'onde T notamment en V2V3, et un intervalle PR légèrement augmenté.

On note à l’électrocardiogramme les signes diffus suivants, successifs selon le degré de l’hypokaliémie :
- une dépression du segment ST ;
- un affaissement ou une inversion de l’onde T ;
- l’augmentation d’amplitude de l’onde U physiologique (pouvant entraîner une modification factice de l'intervalle 'QT'). Survenant au décours de l'onde 'T', elle peut parfois fusionner avec celle-ci déterminant ainsi une onde 'T' d'aspect atypique ;
- l’élargissement des complexes QRS puis l’apparition de troubles du rythme supraventriculaires (fibrillation ou flutter auriculaires) ou ventriculaires (extrasystoles ventriculaires, tachycardie ventriculaire, torsades de pointe, fibrillation ventriculaire).

Un moyen mnémotechnique pour retenir les modifications ECG est « T'aplatis Hugh Grant sous cette tornade » (Onde 'T' aplatie, apparition d'une onde 'U',«Grant» : Allongement du QT, « sous cette » : sous-décalage 'ST', « tornade » : troubles du rythme ventriculaire).

## Traitement
La première étape du traitement est de déterminer la cause de l'hypokaliémie et de faire cesser les pertes de potassium ; par exemple en stoppant une perte digestive par le biais du traitement de diarrhées ou de vomissements ou en stoppant une perte rénale en arrêtant un traitement par diurétique.
La deuxième étape du traitement est d'apporter du potassium - et du magnésium en cas d'hypomagnésémie associée. Le mode d'administration (oral ou en intraveineux) de la supplémentation potassique dépend du degré d'urgence de la situation, déterminée par la clinique et l’électrocardiogramme. En l'absence de caractère urgent, la supplémentation se fait par voie orale, par l'alimentation (fruits et les légumes frais et secs) et/ou par du chlorure de potassium médicamenteux. En situation d'urgence la supplémentation se fait par voie intraveineuse, le chlorure de potassium est le sel de choix, car c'est celui qui apporte le plus de potassium (13 mmol/g). En injectable, il ne faut pas dépasser un débit de 1 gramme de potassium par heure et faire la perfusion sous contrôle d'un scope ECG.
En cas de fuites rénales, les diurétiques antikaliurétiques, dits diurétiques épargneurs de potassium, sont intéressants à condition de respecter la contre-indication formelle qu'est l'insuffisance rénale sévère (DFG < 30 ml/min).